# ACT党
ACT党（アクトとう；英語: ACT New Zealand）は、ニュージーランドの自由至上主義政党である。元党首であるロドニー・ハイドによると、ACT党は個人の自由、自己責任をモットーに豊かな経済や強い社会、より良い生活の質を目指して小さい政府を目指している。
党名である「ACT」は1993年にロジャー・ダグラスらによって設立された「消費者と納税者協会」 (Association of Consumers and Taxpayers) に由来する。

## 理念
ACT党は古典的自由主義、小さな政府、自由放任主義と個人の自由や責任を高く評価し、それらに重きを置いている 。

### 政治思想
元党首であるドン・ブラッシュは、政府債務の抑制、全ニュージーランド人の平等、ニュージーランドが行っている排出量取引の再考に焦点を置くことを約束した。
2011年の総選挙においては、ACT党は税率の引き下げ、並びにすべての納税者にその所得に関わらず同じ税率を課す一律課税を提唱した。また、この軽減税率案に沿って、不必要な政府の政策を削減・削除して小さな政府を実現。国民の自立心を高めたいとした。
ACT党の党員集会においては、2003年に施行された売春改革法による売春宿の合法化を過半数が支持し、2004年に施行された同性カップルへの法的承認を与える市民組合法に5対4で承認した。
ACT党は2008年の総選挙へ「ニュージーランドは温暖化していない」と掲げて臨み、「ニュージーランド政府は、地球温暖化を止めたりカーボンニュートラルの先駆者になろうとする見当違いな試みで、国民に対して不必要な課税や規制を課すべきではない」とした。また、同年9月には党首のロドニー・ハイドが「気候変動は全てデマであり、アル・ゴアはインチキな詐欺師である」と述べた。2016年には党のウェブサイトから気候変動政策を削除し、党首のデイヴィッド・セイモアは緑の党を「環境のためには何でもかんでもする連中」として批判した。2019年に可決された、2050年までに温暖化ガスの排出をゼロとする「ゼロ・カーボン法」の採決においては欠席というかたちで反対した。
ACT党は2015年に可決された、精神的な苦痛を与えるメールやテキストメッセージなど電子的な通信を規制する有害デジタル通信法に、全議会のなかただ1党だけ、これは表現の自由や報道の自由を侵害し、自由な意思表明を阻害するものだとして反対した。

## 歴史

以前のロゴ

### 結成
党の由来は1993年にロジャー・ダグラスらによって設立された「消費者と納税者協会」 (Association of Consumers and Taxpayers) にある。同年には政治政党としてACT党を結成した。

### 1996年総選挙
1996年の総選挙において、ACT党は56名の候補者を擁立した。リチャード・プレブルはウェリントンの小選挙区で勝利し、党としては6.10%の得票数を得て、プレブルを含めた7名が当選した。

### 1999年総選挙
1999年の総選挙において、ACT党は7.04%の得票率を得て9名が当選した。

### 2002年総選挙
2002年の総選挙において、ACT党は7.14%の得票率を得て前回と同じ9名が当選した。

### 2005年総選挙
2005年の総選挙において、ACT党は支持を失い、1.51%の得票率を得て2名が当選した。

### 2008年総選挙
2008年の総選挙において、ACT党は61名の候補者を擁立し、3.65%の得票率を得て5名が当選した。また、ACT党はこの総選挙によって成立した国民党政権に加わり、ACT党から防衛大臣や教育大臣を輩出した。

### 2011年総選挙
2011年の総選挙において、ACT党は新党首のドン・ブラッシュを含めた55名の候補者を擁立した。選挙結果は散々なものとなり、ACT党は初の選挙である1996年以来最も低い1.07%の得票率を得てなんとか1議席を守った。

### 2014年総選挙
2014年の総選挙において、ACT党はさらに支持を失い、0.69%の得票率だったものの、1議席を獲得した。

### 2017年総選挙
2017年の総選挙において、ACT党は36名の候補者を擁立し、彼らは全員新人であった。支持は前回の選挙よりさらに減り、0.50%の得票率だったものの、1議席を獲得した。

### 2020年総選挙
2020年の総選挙において、ACT党は7.98%の得票率と10議席を獲得し、緑の党と並んで議会第3党に返り咲いた。しかし、党首のデイヴィッド・セイモアは選挙結果を「ほろ苦い」「ニュージーランドのために良くない」とした。

### 2023年総選挙
2023年10月14日執行の総選挙では11議席を獲得し、50議席の国民党と合わせて過半数に迫る勝利となった。

## 選挙結果
| 選挙   | 候補者 | 議席数   | 得票数    | 得票率 | 順位 | 政府 |
| ------ | ------ | -------- | --------- | ------ | ---- | ---- |
| 1996年 | 56人   | 8 / 120  | 126,442票 | 6.10%  | 5位  | 中立 |
| 1999年 | 65人   | 9 / 120  | 145,493票 | 7.04%  | 4位  | 野党 |
| 2002年 | 60人   | 9 / 120  | 145,078票 | 7.14%  | 4位  | 野党 |
| 2005年 | 59人   | 2 / 121  | 34,469票  | 1.50%  | 7位  | 野党 |
| 2008年 | 61人   | 5 / 122  | 85,496票  | 3.65%  | 4位  | 与党 |
| 2011年 | 55人   | 1 / 121  | 23,889票  | 1.07%  | 7位  | 与党 |
| 2014年 | 41人   | 1 / 121  | 16,689票  | 0.69%  | 6位  | 与党 |
| 2017年 | 39人   | 1 / 120  | 13,075票  | 0.50%  | 5位  | 中立 |
| 2020年 | 57人   | 10 / 120 | 190,106票 | 7.98%  | 3位  | TBD  |